# Miltinus norrisi
Miltinus norrisi är en tvåvingeart som beskrevs av Paramonov 1950. Miltinus norrisi ingår i släktet Miltinus och familjen Mydidae. Inga underarter finns listade i Catalogue of Life.